# Семиліски
Семи́ліски — ботанічний заказник місцевого значення в Україні. Розташований у межах Бахмацького району Чернігівської області, на південь/південний схід від села Щуча Гребля. 
Площа 121 га. Статус присвоєно згідно з рішенням Чернігівського облвиконкому від 27.04.1964 року № 236; від 10.06.1972 року № 303; від 04.12.1978 року № 529; від 27.12.1984 року № 454; від 28.08.1989 року № 164. Перебуває у віданні ДП «Батуринське лісове господарство» (Бахмацьке л-во, кв. 21, 22). 
Статус присвоєно для збереження лісового масиву з насадженнями дуба віком 50-60 років. У домішку — береза, липа, горіх. У трав'яному покриві зростають неморальні види-супутники дуба: конвалія звичайна, яглиця звичайна, осока волосиста, купина багатоквіткова, підмаренник запашний. Трапляються орхідеї: любка дволиста, коручка чемерникоподібна, занесені до Червоної книги України. 